# XV. Gebirgs-Armeekorps
XV. Gebirgs-Armeekorps var en tysk armékår för strid i bergsterräng under andra världskriget. Kåren sattes upp den 12 augusti 1943.

## Befälhavare
Kårens befälhavare:
- General der Infanterie Rudolf Lüters 25 augusti 1943–10 oktober 1943
- General der Infanterie Ernst von Leyser 1 november 1943–1 augusti 1944
- General der Panzertruppen Gustav Fehn 1 augusti 1944–7 maj 1945

Stabschef:
- Oberst Werner Pfafferott 15 augusti 1943–25 maj 1944
- Oberstleutnant Eberhard Einbeck 25 maj 1944–1 maj 1945